# Coppa Sabatini 2020
La Coppa Sabatini 2020 - Gran Premio della Città di Peccioli, sessantottesima edizione della corsa, valevole come ventunesima prova dell'UCI ProSeries 2020 e undicesima della Ciclismo Cup 2020 categoria 1.Pro, si svolse il 17 settembre 2020 su un percorso di 210,1 km, con partenza e arrivo a Peccioli, in Italia. La vittoria fu appannaggio del neozelandese Dion Smith, il quale completò il percorso in 4h58'58", alla media di 42,165 kmh, precedendo l'italiano Andrea Pasqualon ed il bielorusso Aljaksandr Rabušėnka.
Sul traguardo di Peccioli 96 ciclisti, su 144 partiti dalla medesima località, portarono a termine la competizione.

## Squadre e corridori partecipanti
| N.      | Cod. | Squadra                     |
| ------- | ---- | --------------------------- |
| 2-8     | TBM  | Bahrain-McLaren             |
| 11-17   | ISN  | Israel Start-Up Nation      |
| 21-27   | LTS  | Lotto Soudal                |
| 31-37   | MTS  | Mitchelton-Scott            |
| 41-47   | MOV  | Movistar Team               |
| 51-57   | NTT  | NTT Pro Cycling Team        |
| 61-67   | INS  | Ineos Grenadiers            |
| 71-77   | UAD  | UAE Team Emirates           |
| 81-87   | ANS  | Androni Giocattoli-Sidermec |
| 91-97   | BCF  | Bardiani-CSF-Faizanè        |
| 101-107 | CJR  | Caja Rural-Seguros RGA      |

| N.      | Cod. | Squadra                       |
| ------- | ---- | ----------------------------- |
| 111-117 | CWG  | Circus-Wanty Gobert           |
| 121-127 | FOR  | Euskaltel-Euskadi             |
| 131-137 | NDP  | Nippo Delko Provence          |
| 141-147 | ARK  | Team Arkéa-Samsic             |
| 151-157 | THR  | Vini Zabù KTM                 |
| 161-167 | GAZ  | Gazprom-RusVelo               |
| 171-177 | CTA  | Colombia Tierra de Atletas    |
| 181-187 | AZT  | D'Amico UM Tools              |
| 191-197 | SAT  | Sangemini–Trevigiani–MG.K Vis |
| 201-207 | ITA  | Italia                        |

## Ordine d'arrivo (Top 10)
| Pos. | Corridore        | Squadra    | Tempo    |
| ---- | ---------------- | ---------- | -------- |
| 1    | Dion Smith       | Mitchelton | 4h58'58" |
| 2    | Andrea Pasqualon | Circus     | s.t.     |
| 3    | A. Rabušėnka     | UAE        | s.t.     |
| 4    | Jacopo Mosca     | Trek       | s.t.     |
| 5    | M. Würtz Schmidt | Israel     | s.t.     |
| 6    | Nicola Conci     | Italia     | s.t.     |
| 7    | Enrico Battaglin | Bahrain    | s.t.     |
| 8    | Alessandro Covi  | UAE        | s.t.     |
| 9    | Ethan Hayter     | Ineos      | s.t.     |
| 10   | Carlos Barbero   | NTT        | s.t.     |